# Lysaster lorioli
Lysaster lorioli är en sjöstjärneart som beskrevs av Bell 1909. Lysaster lorioli ingår i släktet Lysaster och familjen Porcellanasteridae.
Artens utbredningsområde är Mauritius. Inga underarter finns listade i Catalogue of Life.